# Ioulia Managarova
Ioulia Anatolevna Managarova (en russe : Юлия Анатольевна Манагарова), née le 27 septembre 1988 à Dnipropetrovsk, est une joueuse internationale ukrainienne de handball, évoluant au poste d'ailière droite. Naturalisée russe en 2014 dans le but de revêtir le maillot de l'équipe nationale de Russie, elle connaît sa première sélection à l'été 2017 puis devient ainsi vice-championne d'Europe en 2018 et est médaillée de bronze au championnat du monde 2019.

## Palmarès

### En sélection
Jeux olympiques
- Médaille d'argent aux Jeux olympiques de 2020 à Tokyo

championnats d'Europe
- finaliste au championnat d'Europe 2018 (avec  Russie)
- 12e place au championnat d'Europe 2012 (avec  Ukraine)
- 12e place au championnat d'Europe 2010 (avec  Ukraine)
- 10e place au championnat d'Europe 2008 (avec  Ukraine)

championnats du monde
- médaillée de bronze au championnat du monde 2019 (avec  Russie)
- 5e place au championnat du monde 2017 (avec  Russie)
- 17e place au championnat du monde 2009 (avec  Ukraine)
- 13e place au championnat du monde 2007 (avec  Ukraine)

### En club
compétitions internationales
- vainqueur de la coupe de l'EHF (C3) en 2017 (avec Rostov-Don)
  - finaliste en 2015 (avec Rostov-Don)
- finaliste de la Ligue des champions (C1) en 2019 (avec Rostov-Don)
  - demi-finaliste en 2012 et 2013 (avec Oltchim Râmnicu Vâlcea)

compétitions nationales
- championne d'Ukraine en 2009, 2010 et 2011
- championne de Roumanie en 2011, 2012 et 2013
- championne de Russie en 2015, 2017, 2018 et 2019
- vainqueur de la coupe de Russie en 2017, 2018 et 2019

### Distinctions individuelles
- élue meilleure ailière droite de la Ligue des champions en 2018[2]